# 潮州市城南中学
潮州市城南中学，是中华人民共和国广东省潮州市的一所初级中学，创办于1953年。其学校地址位于潮州市下西平路道后巷。

## 历史
1953年，潮州市城南中学创办，创办时是一所解放军部队子弟学校。1968年开始由地方接管，先后用名“潮州中学”、“潮州市第一初级中学”。1984年起更名为“潮州市城南初级中学”，1997年定名为“潮州市湘桥区城南中学”至今。1998年5月，城南中学被评为“潮州市一级学校”。2003年，另设“城南实验中学”。

## 现况
潮州市城南中学现有学生1441人，教职工人数133人。学校面积8260㎡，有配套教室、会议室、实验室、电脑室、通风厅、运动场等教学设施。

## 领导班子
- 校长：周衍潮